# Petite Merveille
 (juin 2018).
Pour les articles homonymes, voir Small Wonder.
Petite Merveille (Small Wonder) est une série télévisée américaine en 95 épisodes de 22 minutes, créée par Howard Leeds et diffusée entre le 7 septembre 1985 et le 9 février 1989 en syndication.
En France, la série a été diffusée à partir du 16 novembre 1985 sur Canal+ puis rediffusée dans l’émission Marrons, pralines et chocolat (1987) puis Graffitis 5-15 de 1988 à 1989 et Éric et toi et moi de 1990 à 1991 sur Antenne 2 , et au Québec à partir du 7 septembre 1986 à la Télévision de Radio-Canada.

## Synopsis
Cette série met en scène les mésaventures de Vicki, un gynoïde ayant l'apparence d'une fillette âgée d'une dizaine d'années. 
Créé par l'ingénieur Ted Lawson pour aider les enfants handicapés dans leur vie quotidienne, ce robot se retrouve chez les Lawson qui très vite l'adoptent comme leur fille. Elle devient ainsi la « sœur » du fils de la famille, Jamie, et rend à l'occasion de nombreux services grâce à ses pouvoirs surhumains.

## Distribution
- Tiffany Brissette (VF : Amélie Morin) : Vicki
- Dick Christie (en) (VF : Bernard Woringer) : Ted Lawson
- Marla Pennington (en) (VF : Évelyn Séléna) : Joan Lawson
- Jerry Supiran (en) (VF : Francette Vernillat) : Jamie Lawson
- Emily Schulman (en) (VF : Marie-Françoise Sillière) : Harriet Brindle

## Épisodes

### Première saison (1985-1986)
1. Titre français inconnu (Vicki's Homecoming)
2. Titre français inconnu (Guess Who's Coming to Dinner)
3. Titre français inconnu (Robositter)
4. Titre français inconnu (Nerd Crush)
5. Titre français inconnu (Runaway Jamie)
6. Titre français inconnu (Lights! Camera! Ego!)
7. Titre français inconnu (White Lies)
8. Titre français inconnu (The Fearless Five)
9. Titre français inconnu (DisHonor Student)
10. Titre français inconnu (Vicki's Adoption)
11. Titre français inconnu (Child Prodigy)
12. Titre français inconnu (Brindles Move In)
13. Titre français inconnu (RoboBrat)
14. Titre français inconnu (Burrito Kings)
15. Titre français inconnu (Babes in the Woods)
16. Titre français inconnu (First Love)
17. Titre français inconnu (Substitute Dad)
18. Titre français inconnu (The Robot Nappers)
19. Titre français inconnu (The Birds, The Bees, and Robots)
20. Titre français inconnu (Ted's Lay-Off)
21. Titre français inconnu (The Reluctant Halfback)
22. Titre français inconnu (Vaudeville Vicki)
23. Titre français inconnu (Health Nuts)
24. Titre français inconnu (Grandpa Lawson's Visit)

### Deuxième saison (1986-1987)
1. Titre français inconnu (Root Beer, Women and Song)
2. Titre français inconnu (Pint Sized Pick-Up)
3. Titre français inconnu (My Mother the Teacher)
4. Titre français inconnu (My Robot Family)
5. Titre français inconnu (Movin' Up)
6. Titre français inconnu (Community Watch and See)
7. Titre français inconnu (The Wonder Worker)
8. Titre français inconnu (Latchkey Dreams)
9. Titre français inconnu (Homeless Causes)
10. Titre français inconnu (Jamie's Older Woman)
11. Titre français inconnu (Have a Heart)
12. Titre français inconnu (The Hustle)
13. Titre français inconnu (Vicki for the Defense)
14. Titre français inconnu (Victor/ V.I.C.I.)
15. Titre français inconnu (Smoker's Delight)
16. Titre français inconnu (Computer Dating)
17. Titre français inconnu (Wham-Bam-Body Slam)
18. Titre français inconnu (Class Comedienne)
19. Titre français inconnu (Here Kitty, Kitty!)
20. Titre français inconnu (Vicki Goodwrench)
21. Titre français inconnu (Project Blender)
22. Titre français inconnu (Look into My Eyes)
23. Titre français inconnu (Little Miss Shopping Mall)
24. Titre français inconnu (The Wedding)

### Troisième saison (1987-1988)
1. Titre français inconnu (Vicki and the Pusher)
2. Titre français inconnu (The Strike)
3. Titre français inconnu (The Pool)
4. Titre français inconnu (Screaming Skulls)
5. Titre français inconnu (The Electric Potatoheads)
6. Titre français inconnu (Geisha Vicki)
7. Titre français inconnu (I Hear You)
8. Titre français inconnu (Haunted House)
9. Titre français inconnu (The Bad Seedling)
10. Titre français inconnu (My Living Doll)
11. Titre français inconnu (Fat's Where It's At)
12. Titre français inconnu (Bank Hostages)
13. Titre français inconnu (Breakfast of Criminals)
14. Titre français inconnu (Girl on the Milk Carton)
15. Titre français inconnu (The Bossy Daughter)
16. Titre français inconnu (Home Sweet Sale)
17. Titre français inconnu (The Russians are Coming, the Russians are Coming)
18. Titre français inconnu (In the Spirits)
19. Titre français inconnu (The Perfect Daughter)
20. Titre français inconnu (Earthquake Vicki)
21. Titre français inconnu (Ted's Dead)
22. Titre français inconnu (Safety First)
23. Titre français inconnu (How I Love Thee)
24. Titre français inconnu (The Cheater)
25. Titre français inconnu (Digital Love)

### Quatrième saison (1988-1989)
1. Titre français inconnu (School Monitor)
2. Titre français inconnu (More About L.E.S.)
3. Titre français inconnu (Game Show)
4. Titre français inconnu (Jailbirds)
5. Titre français inconnu (I Dream of Vicki)
6. Titre français inconnu (Golddigging Ida)
7. Titre français inconnu (It's a Gas)
8. Titre français inconnu (SuperSuds)
9. Titre français inconnu (Battle of the Sexes and Robot)
10. Titre français inconnu (Vicki and the Skyjacker)
11. Titre français inconnu (Luke and Ray)
12. Titre français inconnu (Vicki's Glasses)
13. Titre français inconnu (Double Dates)
14. Titre français inconnu (Vicki's Expose)
15. Titre français inconnu (Big J, Private Eye)
16. Titre français inconnu (My Favorite Martian)
17. Titre français inconnu (Doolittle Vicki)
18. Titre français inconnu (Radio Show)
19. Titre français inconnu (Pool Shark Vicki)
20. Titre français inconnu (Hooray for Hollyweird!)
21. Titre français inconnu (Singing Telegram)
22. Titre français inconnu (The Rip-Off)